# Lebanon (Tennessee)
Lebanon is een plaats (city) in de Amerikaanse staat Tennessee, en valt bestuurlijk gezien onder Wilson County.

## Demografie
Bij de volkstelling in 2000 werd het aantal inwoners vastgesteld op 20.235.
In 2006 is het aantal inwoners door het United States Census Bureau geschat op 23.702, een stijging van 3467 (17,1%).

## Geografie
Volgens het United States Census Bureau beslaat de plaats een oppervlakte van
75,7 km², geheel bestaande uit land. Lebanon ligt op ongeveer 173 m boven zeeniveau.

## Plaatsen in de nabije omgeving
De onderstaande figuur toont nabijgelegen plaatsen in een straal van 24 km rond Lebanon.